# Esquadra 502

A Esquadra 502 "Elefantes" MHA é uma esquadra da Força Aérea Portuguesa. A sua missão consiste na execução de operações de transporte aéreo, busca e salvamento, vigilância marítima, reconhecimento e fotografia aérea e instrução de navegadores. Esta esquadra opera aviões CASA C-295M.

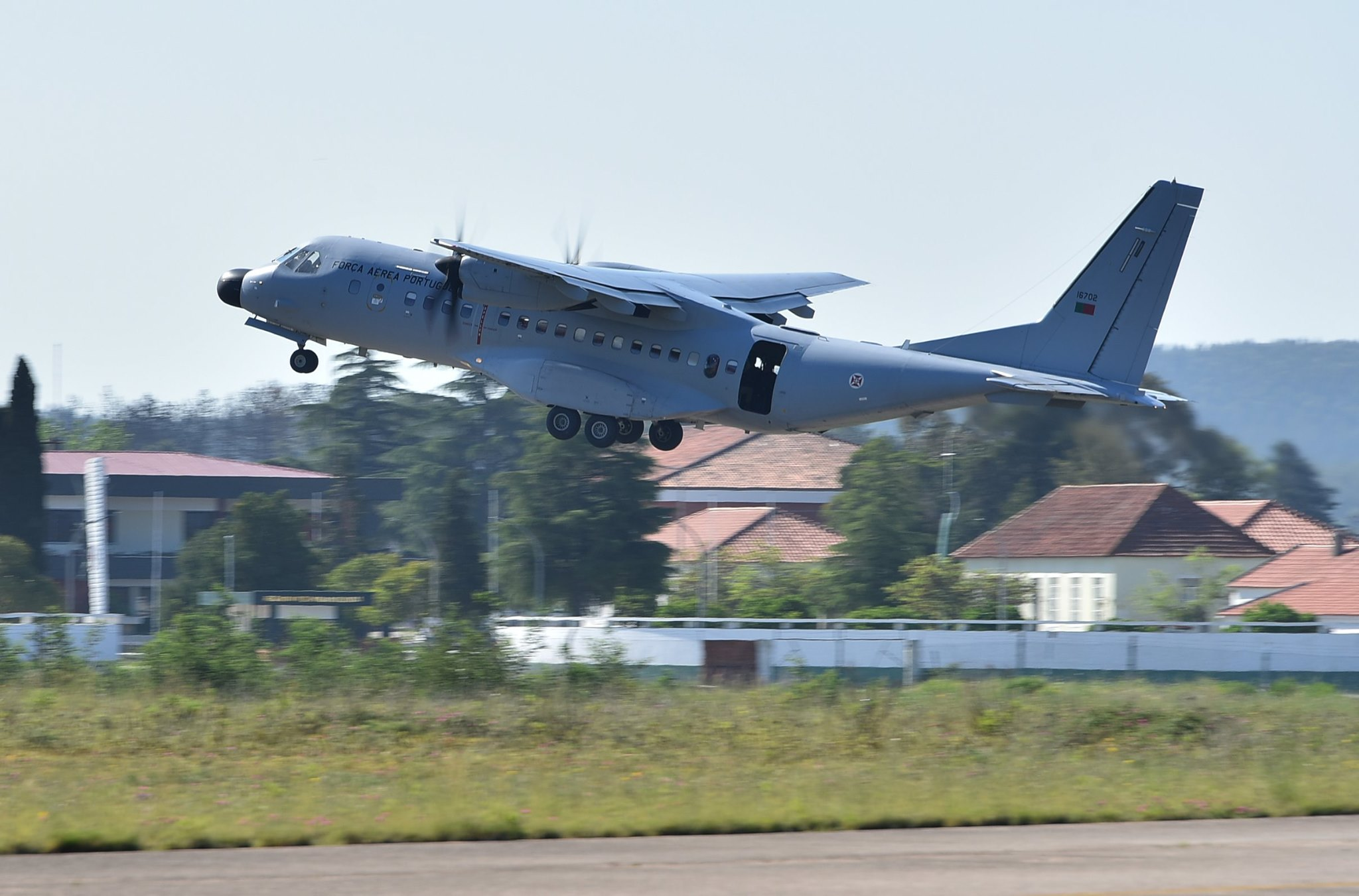
Um C-295 levanta voo no Aeródromo de Tancos. A "porta do paraquedista" aberta revela que se trata de uma missão de lançamento de paraquedistas.

A 9 de março de 2019, foi agraciada com o grau de Membro-Honorário da Ordem Militar de Avis.